# جیمز اسکریپس بوث
جیمز اسکریپس بوث (انگلیسی: James Scripps Booth; ۳۱ مهٔ ۱۸۸۸ – ۱۳ سپتامبر ۱۹۵۴) کارآفرین و صنعت‌گر اهل ایالات متحده آمریکا بود، که در سال ۱۹۱۳ شرکت اسکریپس-بوث را تأسیس کرد.